# دون مولر
دون مولر (بالإنجليزية: Don Mueller)‏ هو لاعب كرة قاعدة أمريكي، ولد في 14 أبريل 1927 في سانت لويس في الولايات المتحدة، وتوفي في 29 ديسمبر 2011.

## وصلات خارجية
- دون مولر على موقع دوري كرة القاعدة الرئيسي (الإنجليزية)
- دون مولر على موقعبيزبول رفرنس.كوم (الدوري الرئيسي) (الإنجليزية)
- دون مولر على موقعبيزبول رفرنس.كوم (الدوري الثانوي) (الإنجليزية)
- دون مولر على موقع إي إس بي إن.كوم (أم.أل.بي) (الإنجليزية)
- دون مولر على موقع مشجعي الرسوم البيانية (الإنجليزية)